# John Dramani Mahama

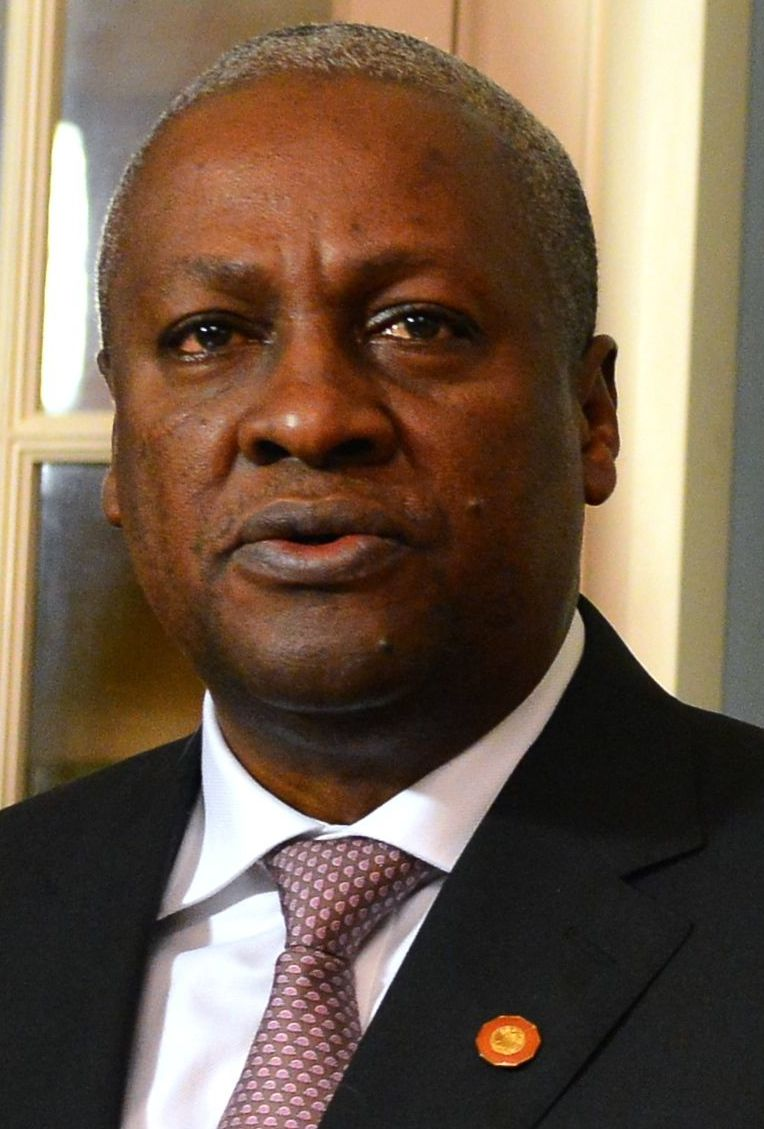
John Dramani Mahama (2014)

John Dramani Mahama (* 29. November 1958 in Bole Bamboi) ist ein ghanaischer Politiker und seit dem 7. Januar 2025 der amtierende Präsident des westafrikanischen Landes Ghana. Bereits von 2012 bis 2017 übernahm der damalige Vizepräsident das Amt nach dem Tod von John Atta Mills und wurde bei den Präsidentschaftswahlen im Dezember 2012 im Amt bestätigt. Im Dezember 2016 unterlag er seinem damaligen Gegenkandidaten Nana Akufo-Addo. Bei der Präsidentschaftswahl am 7. Dezember 2024 gewann er gegen den amtierenden Vizepräsidenten und Nachfolgekandidat Akufo-Addos Mahamudu Bawumia. Mahama ist Mitglied des National Democratic Congress (NDC).

## Leben
John Dramani Mahama besuchte die Achimota Primary School in Accra und die Ghana Secondary School in Tamale in der Northern Region. In seinem 2012 veröffentlichten autobiographischem Werk My First Coup d’Etat -- And Other True Stories from the Lost Decades of Africa beschrieb Mahama seine Erfahrungen in dieser von ihm gehassten „Eliteschule“, in der die Schüler im Geist der alten Kolonialmacht Großbritannien gedrillt wurden. Sein Vater war Staatssekretär in der Regierung Kwame Nkrumahs und der Militärputsch gegen diesen ersten Präsidenten Ghanas, in dessen Gefolge auch sein Vater kurzzeitig inhaftiert wurde, gehört nach seinen eigenen Aussagen zu den prägenden Erfahrungen seiner Kindheit und Jugend.  1981 erreichte er seinen Bachelor-Abschluss in Geschichte an der University of Ghana in Legon und 1986 das Postgraduate Diploma in Kommunikationswissenschaften an derselben Universität.
Nach dem Studium der Sozialpsychologie 1988 am Institut für Sozialwissenschaften der Universität Moskau war er von 1991 bis 1995 Mitarbeiter in der Presseabteilung der japanischen Botschaft in Ghana und von 1995 bis 1996 Mitarbeiter im ghanaischen Landesbüro von Plan International, einem internationalen Kinderhilfswerk.
Mit der Wahl als Parlamentsabgeordneter für die NDC Dezember 1996 im Wahlkreis Bole-Bamboi in der Northern Region begann seine politische Karriere. Er konnte diesen Wahlkreis auch im Dezember 2000 und Dezember 2004 erringen. Von April 1997 bis November 1998 war er stellvertretender Minister für Kommunikation und von November 1998 bis Januar 2001 nahm er dieses Ministeramt selbst wahr. Seit 2004 ist Mahama Mitglied des Panafrikanischen Parlaments und Vorsitzender der westafrikanischen Parlamentsgruppe dort.
Am 7. Januar 2009 wurde er als Vizepräsident vereidigt und 24. Juli 2012 nach dem Tod des Präsidenten Atta Mills Interimspräsident. Am 7. Dezember 2012 erreichte er bei den nationalen Präsidentschaftswahlen bereits im ersten Wahlgang die absolute Mehrheit.
Bei den Wahlen 2016 und 2020 unterlag Mahama jeweils knapp Nana Akufo-Addo mit 44,4 % und 47,36 %.
Mahama trat bei der Präsidentschaftswahl am 7. Dezember 2024 erneut als Kandidat des NDC an. Er gewann die Präsidentschaftswahl in der ersten Wahlrunde.

## Privates
Mahama gehört zur Ethnie der Gonja. Er wuchs in einer gemischtreligiösen Familie mit Moslems und Christen auf. Mahama ist verheiratet und Vater von sieben Kindern.